# Emir Lokmić
Emir Lokmić (* 23. Dezember 1997 in Sarajevo) ist ein bosnischer Skirennläufer. Er startet hauptsächlich in den technischen Disziplinen Riesenslalom und Slalom.

## Karriere
Lokmić gab sein internationales Renndebüt am 30. November 2013 bei einem Juniorenrennen am Kreuzbergpass. Sein erstes internationales Großereignis bestritt er noch im weiteren Saisonverlauf. Bei den Juniorenweltmeisterschaften in Jasná belegte er als beste Platzierung den 65. Platz in der Super Kombination.
Bereits im darauffolgenden Jahr startete er erstmals bei den Weltmeisterschaften der Erwachsenenklasse. Mit Platz 78 im Riesenslalom gelang ihm in Vail bzw. Beaver Creek ein Achtungserfolg. 
In den darauffolgenden Jahren startete Lokmić hauptsächlich bei FIS-Rennen und diversen nationalen Meisterschaften in Europa, wobei größere Erfolge jedoch ausblieben. Sein Weltcupdebüt feierte er am 5. März 2016 beim Riesenslalom von Kranjska Gora, wobei er jedoch im ersten Durchgang ausschied.
Bei den Olympischen Winterspielen 2018 in Pyeongchang schied er sowohl im Riesenslalom als auch im Slalom aus. Bei den Weltmeisterschaften 2021 in Cortina d’Ampezzo konnte sich Lokmić erstmals unter den besten 30 bei einem Großereignis platzieren, als er im Riesenslalom den 28. Platz belegte.

## Erfolge

### Olympische Winterspiele
- Pyeongchang 2018: DNF Riesenslalom, DNF Slalom
- Peking 2022: 27. Slalom, DNF Riesenslalom

### Weltmeisterschaften
- Vail/Beaver Creek 2015: 78. Riesenslalom
- St. Moritz 2017: DNQ Riesenslalom, DNQ Slalom
- Åre 2019: 56. Slalom, DNF Riesenslalom
- Cortina d’Ampezzo 2021: 28. Riesenslalom, DNF Slalom
- Courchevel/Méribel 2023: 45. Slalom, DNF Riesenslalom

### Juniorenweltmeisterschaften
- Jasná 2014: 65. Super Kombination, 92. Super-G, DNF Riesenslalom, DNF Slalom

### Europäisches Olympisches Winter-Jugendfestival
- Malbun 2015: 21. Slalom, 43. Riesenslalom.

### Weitere Erfolge
- Bosnischer Meister im Slalom (2019, 2022, 2023)
- Bronze bei den bosnischen Meisterschaften im Riesenslalom (2019)
- 25 Siege bei FIS-Rennen